# Loi relative à la prévention d'actes de terrorisme et au renseignement
Lire en ligne

Sur Légifrance

Loi renforçant la sécurité intérieure et la lutte contre le terrorisme, loi relative au renseignement
La loi du 30 juillet 2021 relative à la prévention d'actes de terrorisme et au renseignement est une loi française présentée par le gouvernement de Jean Castex et écrite en plusieurs parties. Une première concernant la lutte antiterroriste qui vient compléter les mesures de la loi SILT. Une seconde concernant les techniques de renseignement et la conservation des données qui lui sont liées. Puis, elle vient ajouter des précisions sur la communicabilité des archives. Et enfin, un dernier article règlemente le brouillage de drones pouvant représenter une menace.

## Calendrier législatif
Le projet de loi est présenté par le gouvernement Jean Castex le 28 avril 2021, quelques jours après l’attaque à Rambouillet. Selon le Gouvernement cette concomitance est une coïncidence, ce texte est le « fruit d’un travail important » de plusieurs mois.
Le projet de loi est examiné par la Commission des lois,, et après avis de la  Commission de la défense, ; adopté par l’Assemblée nationale le 2 juin 2021, il est modifié et adopté par le Sénat le 29 juin. Réunie le 9 juillet, la commission mixte paritaire a constaté ne pouvoir parvenir à élaborer un texte commun.
Cette loi a été votée selon la procédure accélérée.

## Contenu de la loi

### Prévention d'actes de terrorisme
L'ensemble des dispositions de la loi renforçant la sécurité intérieure et la lutte contre le terrorisme devaient initialement prendre fin le 31 juillet 2021, la présente loi abroge cette mesure pour lui conférer un caractère permanent.

#### Fermeture des lieux de culte
En plus des lieux de cultes, il est désormais possible de prononcer la fermeture des lieux en dépendant s'il existe des raisons de penser qu'ils pourraient être utilisés aux mêmes fins pour contourner la mesure initiale.

#### Mesures individuelles de contrôle administratif et de surveillance (MICAS)
L'autorité administrative peut exiger un justificatif de domicile à la personne concernée afin de vérifier son lieu de résidence. Cela permet de définir un périmètre proportionné tout en évitant les fausses déclarations de domiciles.
Une personne faisant l'objet d'une mesure individuelle de contrôle administratif et de surveillance peut être interdit de se déplacer au-delà d'un périmètre géographique déterminé ou, ponctuellement, de paraître en un lieu déterminé. Le projet de loi propose d'accepter le cumul de ces deux mesures. L'interdiction de paraître en lieu déterminé ne peut cependant pas excéder la durée de l'évènement dans la limite de trente jours et devra être notifié à l'intéressé au moins quarante-huit heures avant son entrée en vigueur, sauf urgence dûment justifiée.
La durée maximale cumulée de ces mesures est désormais de vingt-quatre mois pour des personnes ayant fait l'objet d'une condamnation à une peine d’emprisonnement supérieure ou égale à cinq ans pour des faits de terrorisme, ou d’une durée supérieure ou égale à trois ans lorsque l’infraction aura été commise en état de récidive légale. Chaque renouvellement au-delà d’une durée cumulée de douze mois sera prononcé pour une durée de trois mois et subordonné à l’existence d’éléments nouveaux ou complémentaires. Comme tel est actuellement le cas, ces renouvellements au-delà de douze mois seront effectués sous le contrôle rapide du juge.

#### Visite et saisies
Au cours d'une visite ayant relevé des éléments en lien avec la menace, il est possible de procéder à la saisie des supports informatiques contenant des données sans le consentement de la personne concernée.

#### Réinsertion
Une mesure de réinsertion sociale antiterroriste peut être prononcé, par le tribunal de l'application des peines, envers des individus condamnés, pour des infractions de nature terroriste, à des peines supérieure ou égale à cinq ans d’emprisonnement, ou trois ans en cas de récidive, et qui présentent, à leur sortie de détention, un niveau de dangerosité particulièrement élevée. Cette mesure est destinée à renforcer le suivi des personnes qui ne font l’objet d’aucune autre mesure de suivi judiciaire. Elle définit les conditions d’une prise en charge sanitaire, sociale, éducative ou psychologique, destinée à permettre la réinsertion et l’acquisition des valeurs de la citoyenneté. Elle peut également imposer à l’intéressé d’exercer une activité professionnelle, de suivre un enseignement ou une formation professionnelle. Sa durée maximale est fixée à un an, renouvelable dans la limite de cinq ans.

#### Communication
Lorsqu'une personne représentant une menace grave pour la sécurité et l’ordre publics à raison de sa radicalisation à caractère terroriste est admise en soin psychiatrique, le préfet de police du département d'hospitalisation et celui de Paris, ainsi que les services de renseignements peuvent se voir communiquer des informations strictement nécessaires à l’accomplissement de leurs missions.

### Renseignement
Bien que cette partie renseignement soit dans la même loi, toutes les nouvelles mesures citées ci-dessous ne sont pas forcément liées à la lutte antiterroriste.

#### Communications des renseignements
Les renseignements collectés peuvent être transmis à d’autres services de renseignement si cette transmission est strictement nécessaire à l’exercice des missions du service destinataire. Une telle transmission nécessitera néanmoins l’autorisation du Premier ministre, après avis de la Commission nationale de contrôle des techniques de renseignement (CNCTR). Cela permettra, par exemple, à un service d'obtenir des informations qu'il n'aurait pas pu acquérir dû à ses limitations techniques. Cependant, ces renseignements seront soumis à des délais de conservation et un contrôle permanent de la CNCTR.
L’autorité judiciaire peut transmettre à certains services de renseignement, de sa propre initiative ou à la demande de ces services, des éléments nécessaires à l’exercice de leur mission en matière de sécurité et de défense des systèmes d’information. Elle peut également transmettre à certains des services de renseignement, des éléments de toute nature figurant dans des procédures en matière de trafic de stupéfiants, traite des êtres humains, lutte contre les filières d’immigration clandestines ou en matière d’armes lorsque ces éléments sont nécessaires à l’exercice des missions des services concernés au titre de la prévention de la criminalité et de la délinquance organisées. Ces transmissions sont assurées par le Procureur de la République de Paris mais, dans le cas où la procédure fait l’objet d’une information judiciaire, cette communication ne peut intervenir qu’avec l’avis favorable du juge d’instruction de Paris.

#### Techniques de renseignement
À titre expérimental, les services de renseignement sont autorisés à intercepter, par le biais d’un dispositif de captation de proximité, les correspondances transitant par la voie satellitaire. En effet, face au déploiement important de nouvelles constellations satellitaires et du développement à venir d’une offre alternative de télécommunications, l'interception de ce type de communications représente un enjeu majeur du futur du renseignement. Cette mesure est applicable jusqu'au 31 juillet 2025 et le Gouvernement adressera au Parlement un rapport d’évaluation sur l’application de ces dispositions au plus tard six mois avant cette échéance.
La technique de renseignement dite de l'algorithme, qui devait initialement être abrogé le 31 décembre 2021, est finalement pérennisé.
Parmi les données pouvant faire l’objet des traitements automatisés s'ajoute tous les types d'URL, par exemple, les adresses complètes de ressources sur internet pouvant faire référence au contenu des informations consultées. Leur recueil permettrait de fournir des renseignements particulièrement utiles à la prévention du terrorisme. La mission d’exécuter les traitements automatisés (algorithme) sera exclusivement confiée à un service du Premier ministre, le groupement interministériel de contrôle, service à compétence nationale distinct des services de renseignement. Les données qui ne sont pas susceptibles de révéler une menace terroriste sont par ailleurs immédiatement détruites. Ces dispositions reflètent la pratique actuelle de la mise en œuvre des algorithmes sous contrôle de la CNCTR.
À la suite des décisions de la Cour de justice de l’Union européenne et du Conseil d’État, la mise en œuvre de toutes techniques de renseignement doivent être subordonnée à un contrôle préalable par une juridiction ou une autorité indépendante dont la décision est dotée d’un effet contraignant. Toutefois, en cas d’urgence dûment justifiée et si le Premier ministre a ordonné la mise en œuvre immédiate de la technique ainsi autorisée, il est possible de passer outre ce caractère suspensif.

#### Conservation des données
Un service de renseignement peut exploiter, au seul exercice de ses missions, des données à une finalité différente de celle qui a justifié son recueil.
Aux seules fins de recherche et développement technique des services renseignements, une conservation des données est possible au-delà de la durée normalement applicable. Cette mesure sera soumise à une autorisation préalable du Premier ministre, délivrée après avis de la CNCTR.
Deux techniques différentes existent afin de recueillir des données informatiques, mais toutes deux ont une même finalité. Or, leurs durées maximales de conservations sont différentes, trente jours pour le « recueil des données informatiques » et, deux mois pour la « captation des données informatiques ». La présente loi aligne la durée d'autorisation de ces techniques sur celle de « captation des données informatiques », à savoir 2 mois.
L’effacement des données relatives à l’identité civile du client peut être différé pour un délai de cinq ans après la fin de validité du contrat d’abonnement tandis que l’effacement des autres informations fournies par l’utilisateur lors de la souscription du contrat ou de l’ouverture du compte, les informations relatives au paiement, ainsi que les données techniques permettant d’identifier la source de la connexion ou relatives aux équipements terminaux de connexion utilisés (adresses IP et assimilés), peut être différé d’un an.
Dans l’hypothèse d’une menace grave, actuelle ou prévisible sur la sécurité nationale, le Premier ministre peut exiger aux opérateurs de conserver de manière générale et indifférenciée, pendant une durée d’un an, certaines catégories de données relatives aux communications électroniques. Cette mesure peut être renouvelée s'il existe quelconques raisons de penser que l'individu représente toujours une menace.

### Archives
Le code du patrimoine et le code pénal ne sont pas tout à fait d'accord en ce qui concerne les archives. Dans la présente loi, il est proposé de revoir l’articulation entre les deux codes afin de prévoir qu’en principe, les documents protégés par le secret de la défense nationale deviennent communicables sans déclassification préalable à l’issue d’un délai de 50 ans.
Cependant, pour certaines catégories de documents dont la sensibilité peut perdurer malgré l’écoulement du temps, la fin de l’incommunicabilité est reportée au-delà du délai de cinquante ans, jusqu’à un terme précisément défini : il s’agit notamment, pour les documents relatifs aux caractéristiques techniques des ouvrages nucléaires civils ou des installations utilisées pour la détention des personnes, de la fin de leur utilisation. Ou encore, pour les documents relatifs à la protection des moyens de la dissuasion nucléaire, de la perte de leur valeur opérationnelle.
Ces dispositions ont pour objectif de clarifier le régime de communicabilité des archives classifiées dans le sens d’une plus grande ouverture au bénéfice de l’ensemble des usagers des services d’archives, et, en particulier, des chercheurs et des historiens, tout en garantissant la protection des documents les plus sensibles pour la défense nationale, en particulier ceux des services de renseignement, vis-à-vis des puissances étrangères ou des organisations qui seraient hostiles à notre pays.

### Drones
Les aéronefs sans personne à bord, usuellement dénommés drones, sont susceptibles d’être équipés de dispositifs d’attaque ou de captation d’images employés à des fins malveillantes. Pour parer à cette menace émergente, l’autorité administrative peut recourir, sur le territoire national, à des opérations de brouillage afin de prévenir les menaces susceptibles d’affecter la sécurité de grands événements (sommets internationaux, manifestations sportives) ou de certains convois (convois officiels, convois de matières dangereuses…). Cet article prévoit également la possibilité de procéder à de telles opérations de brouillage en cas de survol par un drone d’une zone faisant l’objet d’une interdiction permanente ou temporaire de circulation aérienne.

## Conséquences et critiques
Simpere, responsable plaidoyer « libertés » à Amnesty International France, a publié une tribune dans laquelle elle explique que cette loi modifierait durablement le droit français en rendant permanentes des mesures d'urgence et en renforçant les pouvoirs de surveillance de l'État. Pour elle, cette loi renforce les mesures présentes dans la loi de 2015 sur le renseignement.
D'après elle, les dispositions de cette loi facilite les assignations à résidence ou les perquisitions, sur la base d'éléments vagues et de  soupçons, ce qui constitue une violation des engagements internationaux de la France sur le droit à un procès équitable.
D'après le collectif La quadrature du net, cette loi entérine des procédés de surveillance de masse des communications par algorithmes, appelés aussi « boîtes noires », qui sont des logiciels permettant d'analyser l’ensemble des métadonnées (numéros de téléphone appelés, dates et durées des appels, etc.) transitant sur Internet afin de détecter des comportements qui, pour les services de renseignement, pourraient révéler des activités terroristes. Le nouveau dispositif permet d’analyser désormais aussi les adresses des sites Web consultés.
L'article 10 prévoit aussi que les opérateurs de réseaux et de messageries seront contraints de coopérer avec les renseignements pour déployer des logiciels espions sur les appareils ciblés par le gouvernement.
Le collectif dénonce l'absence de contre-pouvoirs face aux services de renseignements, ainsi que la mise en place d'un état d’urgence systématique, dans lequel les métadonnées de l’ensemble de la population resteront continuellement à disposition de la police et de l’administration, en violation du droit européen.

## Débats parlementaires et scrutin
Les députés du groupe La France Insoumise ont tenté à plusieurs reprises de déposer des motions de rejet préalable mais toutes ont échoué.
L'ensemble du projet de loi est finalement voté en lecture définitive le 22 juillet 2021 avec 108 pour l'adoption, 20 contre et 3 abstentions. Seuls les groupes Socialistes et apparentés, La France Insoumise et la Gauche démocrate et républicaine ont voté contre.

## Saisine du Conseil constitutionnel
Le Conseil constitutionnel a été saisi de deux recours émanant, d'une part, des sénateurs du groupe Les Républicains et, d'autre part, des sénateurs de gauche (groupe socialiste, groupe communiste et groupe écologiste).
Dans sa décision en date du 30 juillet 2021, le Conseil censure partiellement la loi. En particulier, les Sages jugent que la durée maximale des mesures individuelles de contrôle administratif et de surveillance, fixée à vingt-quatre mois, est excessive. En revanche, il valide la création d'une mesure judiciaire de prévention de la récidive terroriste et de réinsertion applicable aux auteurs d’infractions terroristes, décidée à l’issue de leur peine en considération de leur particulière dangerosité, afin de les soumettre à certaines obligations, en vue de prévenir la récidive et d’assurer leur réinsertion.
Enfin, il émet deux réserves concernant le droit d'accès aux archives publiques : si le Conseil valide la durée de cinquante ans au terme desquels les documents classés secret-défense deviennent communicables, il ajoute que cela ne doit pas s’appliquer à des documents dont la communication n’a pas pour effet la révélation d’une information jusqu’alors inaccessible au public et que cela ne doit pas faire obstacle à cette communication lorsque la fin de l’affectation de ces installations est révélée par d’autres actes de l’autorité administrative ou par une constatation matérielle.